# Ospitale di Cadore

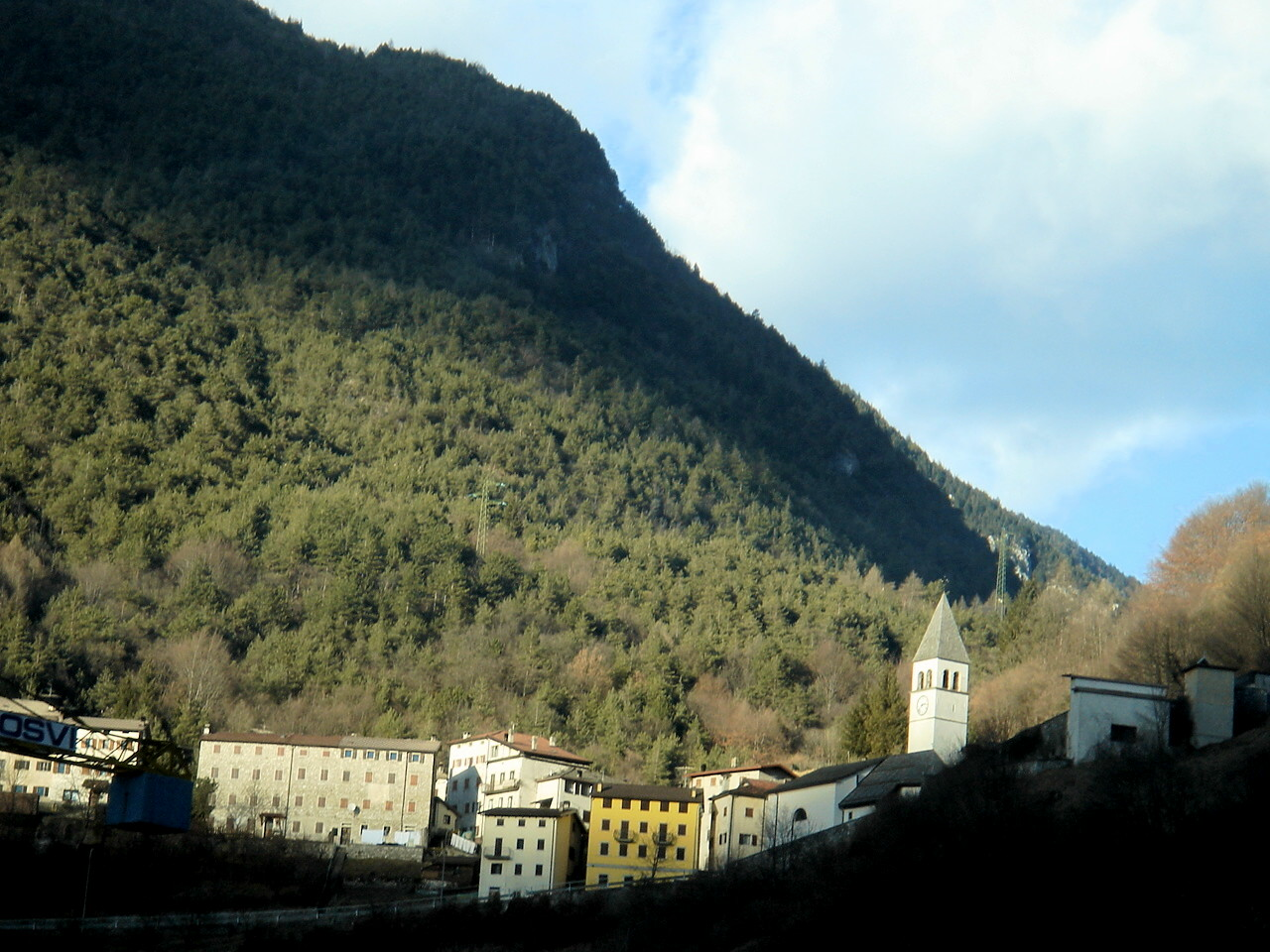
Ospitale di Cadore von der Straße aus betrachtet

Ospitale di Cadore (venetisch: Ospèdal) ist eine norditalienische Gemeinde (comune) mit 267 Einwohnern (Stand 31. Dezember 2023) in der Provinz Belluno in Venetien. Die Gemeinde liegt etwa 22,5 Kilometer nordnordöstlich von Belluno am Piave im Cadore, gehört zur Comunità Montana Cadore Longaronese Zoldo und grenzt unmittelbar an die Region Friaul-Julisch Venetien. Auf dem Gebiet der Gemeinde befindet sich das Naturreservat Val Tovanella.

## Verkehr
Durch die Gemeinde führt die Strada Statale 51 di Alemagna von San Vendemiano nach Toblach. Der Bahnhof von Ospitale di Cadore liegt an der Bahnstrecke Belluno–Calalzo.